# 향사 (지질학)
향사(向斜, syncline)는 물결 모양으로 된 습곡 지층의 지질 구조상 움푹 들어간 부분을 뜻하는 단어이다. 대한민국에는 정선-평창 지역의 정선 대향사와 삼척탄전의 백운산 향사대가 있다.

## 같이 보기
- 배사(背斜, anticline)
- 지향사(地向斜, geosyncline)
- 정선 대향사
- 백운산 향사대

## 참고 문헌
- 이 문서에는 다음커뮤니케이션(현 카카오)에서 GFDL 또는 CC-SA 라이선스로 배포한 글로벌 세계대백과사전의 내용을 기초로 작성된 글이 포함되어 있습니다.